# Jean Pierlot
Jean Pierlot (* 16. Mai 1881 in Cugnon; † 7. Januar 1944 in Neutitschein) war ein belgischer römisch-katholischer Geistlicher und Märtyrer.

## Leben
Jean Pierlot entstammte einer katholischen belgischen Industriellenfamilie. Sein jüngerer Bruder Hubert Pierlot war ab 1939 belgischer Premierminister. Er besuchte das Gymnasium der Abtei Maredsous, studierte in der Abtei Floreffe und in Namur und wurde am 10. August 1906 zum Priester geweiht. Nach vier Jahren als Kaplan in Namur war er von 1910 bis 1924 Leiter der diözesanen Arbeiterwohlfahrt (Mouvement Ouvrier Chrétien) und gab ab 1911 die von ihm gegründete Zeitschrift La Voie Syndicale heraus. Von 1924 bis 1940 war er Pfarrer in Herbeumont, dann Kanonikus und Krankenhausgeistlicher in Namur.
In beiden Weltkriegen gehörte Pierlot dem Widerstand gegen die deutsche Besatzung an. Von 1916 bis 1918 saß er deswegen im Gefängnis. Im Juni 1941 wurde er zusammen mit Constant Martiny (1888–1942) und Joseph Daumerie (1888–1942) verhaftet und kam über das Gefängnis Saint-Gilles, Lübeck und Berlin in das Lager Neutitschein in Mähren, wo er am 7. Januar 1944 im Alter von 62 Jahren an Entkräftung starb.